# Ліна Сесілія Сперрок
Ліна Сесілія Сперрок (норв. Lene Cecilia Sparrok; 6 жовтня, 1997, Намсскуган, Норвегія) — норвезька акторка.

## Вибіркова фільмографія
- Саамська кров (2016)
- Скавлан (2018)